# بد گامس
بد گامس (به آلمانی: Bad Gams) یک منطقهٔ مسکونی در اتریش است که در دویچلندسبرگ واقع شده‌است. بد گامس ۴۸٫۷۱ کیلومتر مربع مساحت دارد ۴۳۰ متر بالاتر از سطح دریا واقع شده‌است.